# Yves Séguin
Pour les articles homonymes, voir Seguin.
Yves Séguin, né le 30 mars 1951 à Val-d'Or, est un avocat et un homme politique canadien actif au Québec. Il est député provincial de Montmorency de 1985 à 1990 et d'Outremont de 2003 à 2005 et ministre québécois des Finances dans le gouvernement Jean Charest, de 2003 à 2005.

## Biographie
Yves Séguin obtient son diplôme collégial au cégep de Hull en 1972, puis il est diplômé en droit à l'Université d'Ottawa en 1975, recevant sa maîtrise en 1975 et admis au barreau du Québec l'année suivante.
Ayant exercé le métier d'avocat jusqu'en 1985, il devient ensuite membre du gouvernement de Robert Bourassa, ayant notamment servi comme ministre du Travail et ministre du Revenu. Il démissionne en septembre 1990, lorsque le gouvernement Bourassa décide d'harmoniser la taxe de vente du Québec avec la nouvelle taxe sur les produits et services (TPS).
Pendant les années 1990, il retourne à son métier d'avocat, travaille en entreprise et enseigne à l'UQAM.
En 2001 et 2002, il est mandaté par Bernard Landry pour enquêter sur la question des écarts fiscaux entre les deux plus hauts paliers du gouvernement. Ses conclusions sont appuyées par les trois partis de l'Assemblée nationale du Québec, mais sont reçues froidement à Ottawa.
Il revient en politique avec l'élection de 2003, alors qu'il est élu dans la circonscription d'Outremont. Séguin tente notamment de lutter contre le déséquilibre fiscal en proposant un transfert du contrôle de la taxe sur les produits et services du gouvernement fédéral vers le gouvernement provincial.
Il démissionne de ses fonctions de ministre des finances le 18 mars 2005. Il est remplacé par Michel Audet à la suite d'un remaniement ministériel.
Devenu professeur invité à l'École des sciences de la gestion de l'UQAM, il écrit des chroniques dans Le Journal de Montréal en 2005.

## Vie personnelle
Marié et père de trois enfants (Mathieu, Sara et Olivier), M. Séguin réside à Montréal, où il est très impliqué dans plusieurs œuvres caritatives. Il est actuellement président de SNCO finance.